# Catherine Namono
Catherine Namono est une archéologue et historienne de l'art ougandaise spécialisée dans l'étude de l'art rupestre. Elle est la première femme archéologue professionnelle ougandaise. Ses travaux sont consacrés initialement aux peintures rupestres en Ouganda, elle a par la suite élargi son champ d'étude à d'autres régions de l'Afrique de l'Est et du Sud.

## Milieu familial
Catherine Namono est née en Ouganda ; son père était ingénieur.

## Formation et carrière
Catherine Namono fait d'abord ses études en Ouganda à l'université Makerere, la plus ancienne et la plus grande université publique du pays ; elle y obtient une maîtrise en histoire de l'art.
Elle poursuit son cursus en Afrique du Sud à l'université du Witwatersrand de Johannesbourg, où elle se spécialise dans l'étude de l'art rupestre et de l'archéologie. Elle y obtient en 2010 un doctorat en archéologie, devenant ainsi la première femme ougandaise à avoir une qualification en archéologie et la deuxième Ougandaise à obtenir un doctorat en archéologie, après le professeur David Mulindwa Kiyaga.
Elle est chercheuse au Rock Art Research Institute de l'université du Witwatersrand à Johannesbourg en Afrique du Sud.

## Recherches

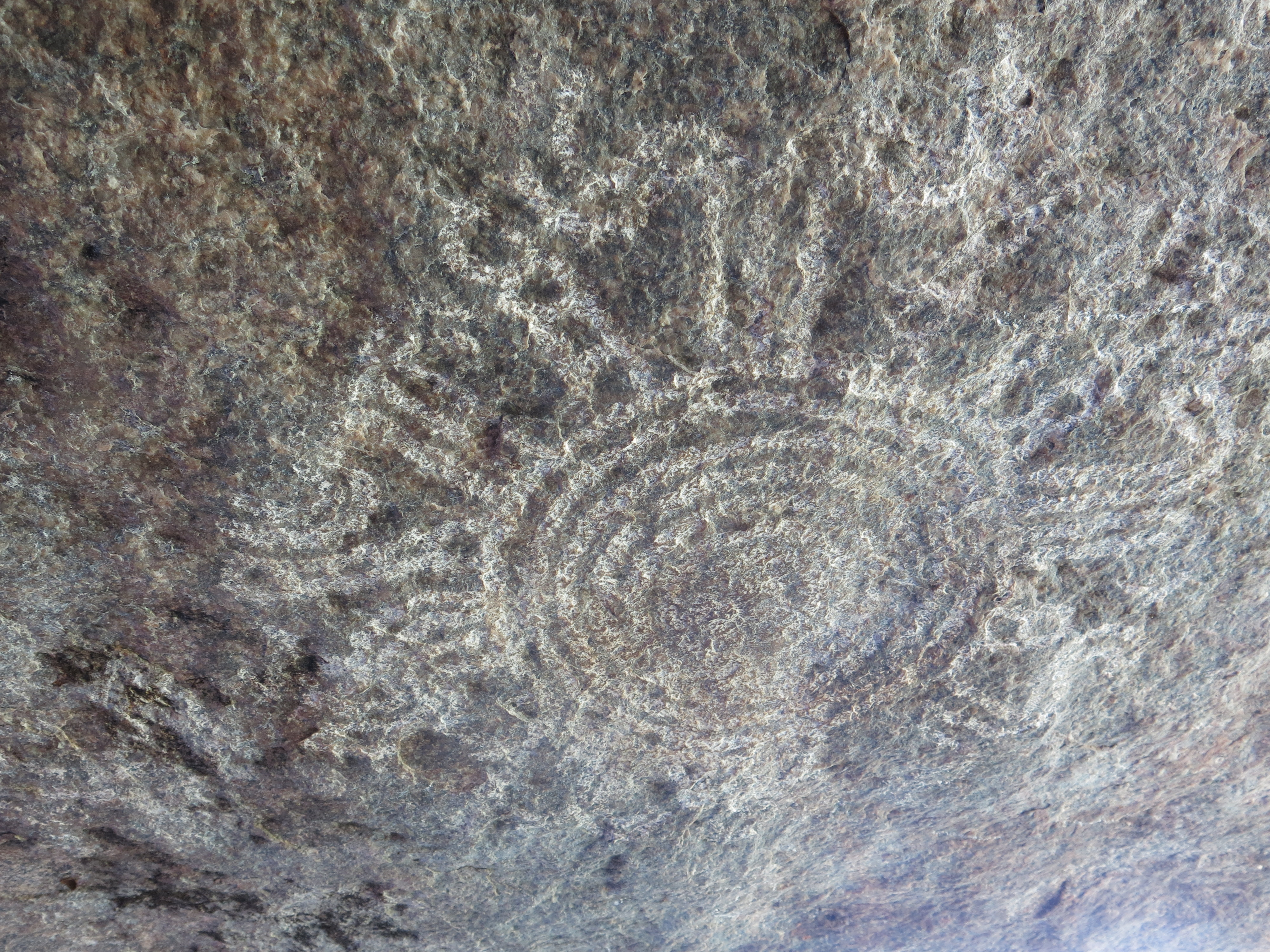
Peintures rupestres de Nyero en Ouganda.

### En Ouganda
Catherine Namono étudie l'art rupestre en Ouganda (par exemple celui de Karamoja), dont elle s'attache à éclairer le symbolisme ; elle met en évidence des liens entre cet art rupestre et les visions du cosmos de populations pygmées. Elle porte un intérêt particulier à la perception du paysage dans les communautés anciennes. Elle étudie également dans le site des peintures rupestres de Nyero les récits relatifs aux œuvres d'art rupestre transmis par les communautés vivant actuellement sur le site ; ces communautés produisent en effet leurs propres interprétations symboliques de ces œuvres ainsi que des légendes concernant leurs auteurs supposés.

### En Afrique du Sud

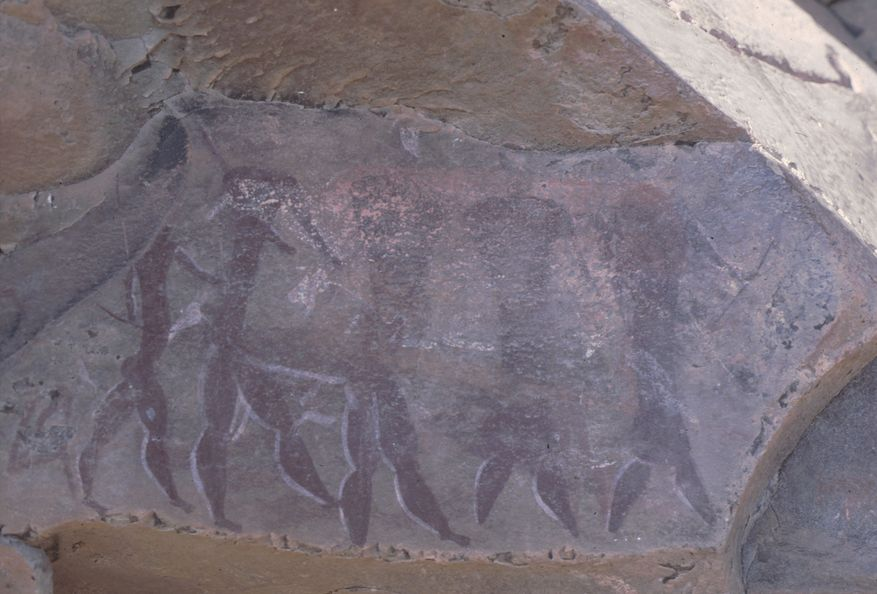
Un exemple de peinture rupestre San en Afrique du Sud.

Catherine Namono mène des recherches au nord du Sotho (Makgabeng, province du Limpopo) sur l'art rupestre des agriculteurs de l'âge du fer ; elle établit des rapprochements entre les motifs présents dans cet art et l'initiation des filles, dans son ouvrage de 2004, Dikgaatwane tša Basadi: A study of the link between girl’s initiation  and rock art in the Makgabent.

### En Tanzanie
Elle mène également une étude sur la tradition de l'art rupestre pygmée à Kondowa en Tanzanie. Ses contributions à ce domaine assez peu étudié ont enrichi la base de données sur l'art rupestre dans le bassin du lac Victoria.